# Prisma hexagonal triaumentado
En geometría, el prisma hexagonal triaumentado es uno de los sólidos de Johnson (J57).
Los 92 sólidos de Johnson fueron nombrados y descritos por Norman Johnson en 1966.